# 圣弗龙 (夏朗德省)
圣弗龙（法語：Saint-Front，法語發音：[sɛ̃ fʁɔ̃]）是法国夏朗德省的一个市镇，属于孔福朗区。

## 地理
圣弗龙（45°53'38"N, 0°17'21"E）面积13.35 平方千米，位于法国新阿基坦大区夏朗德省，该省份为法国西部内陆省份，北起德塞夫勒省和维埃纳省，东临上维埃纳省，东南至多尔多涅省，南至多爾多涅省，西接滨海夏朗德省。
与圣弗龙接壤的市镇（或旧市镇、城区）包括：库蒂尔、穆通、博尼约尔河畔圣西耶、瓦朗克、旺图斯、瓦勒德博尼约尔、夏朗德河畔欧纳克。

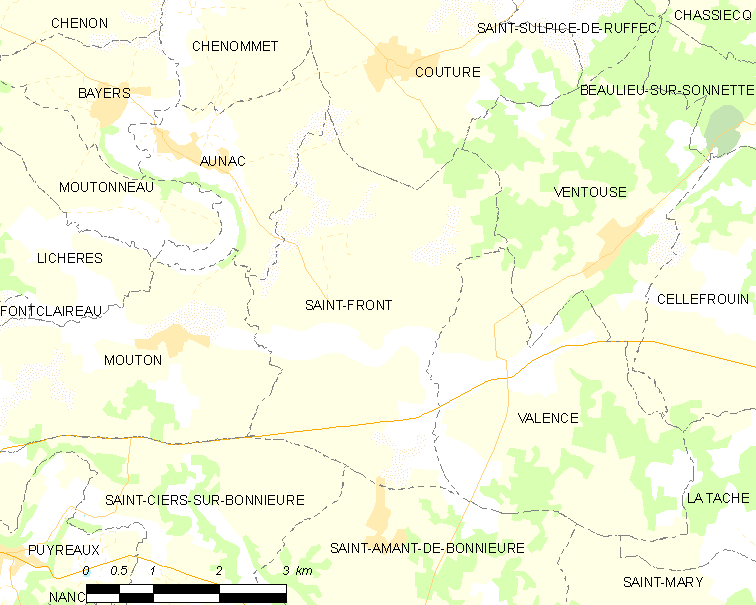
的OSM定位图

圣弗龙的时区为UTC+01:00、UTC+02:00（夏令时）。

## 行政
圣弗龙的邮政编码为16460，INSEE市镇编码为16318。

## 政治
圣弗龙所属的省级选区为布瓦克斯-芒卢瓦县。

## 人口

1962-2008年间人口变化图示

圣弗龙于2022年1月1日时的人口数量为358人。